# Legio I Minervia

Carte de l'Empire romain sous Hadrien

La legio I Minervia fut créée, selon Cassius Dio, vers 82-83 sous l’empereur Domitien, vraisemblablement dans le but de participer à sa guerre contre la tribu germanique des Chattes. Elle fut stationnée à Bonna (Bonn) qui demeura son quartier général pendant toute son existence. Sous les Flaviens, alors que la situation était calme sur le Rhin, certains légionnaires se virent affectés à  l’administration civile alors que diverses unités travaillèrent dans les carrières de la région.  Pendant une courte période, sous l’empereur Trajan, elle alla guerroyer contre les Daces. De retour à Bonn, certaines unités furent à nouveau utilisées pour divers travaux de construction. Elle prit également part aux guerres de l’empereur Marc Aurèle contre les Marcomans. Sous les Sévères, elle fut parmi les premières légions à se ranger du côté de l’empereur Septime Sévère et au moins une unité fut stationnée à Lugdunum. Lorsque la Gaule fit sécession, en 260, elle semble s’être rangée du côté de l’usurpateur Postume (260 ? – 269?). À partir de 353, date de la destruction de la fortification de Bonna, il n’est plus question de la légion I Minerve, quoique la Notitia Dignitatum mentionne une légion de ce nom faisant partie au début du Ve siècle de l’armée d’Orient et servant sous les ordres du Magister militum per Illyricum.
L’emblème principal de la légion était la déesse Minerve, protectrice de la légion et déesse favorite de Domitien dont la légion porta le nom pendant quelque temps : legio I Flavia Minervia. Un deuxième emblème était le capricorne, signe du zodiaque associé à Minerve. 

## Sous la dynastie desFlaviens

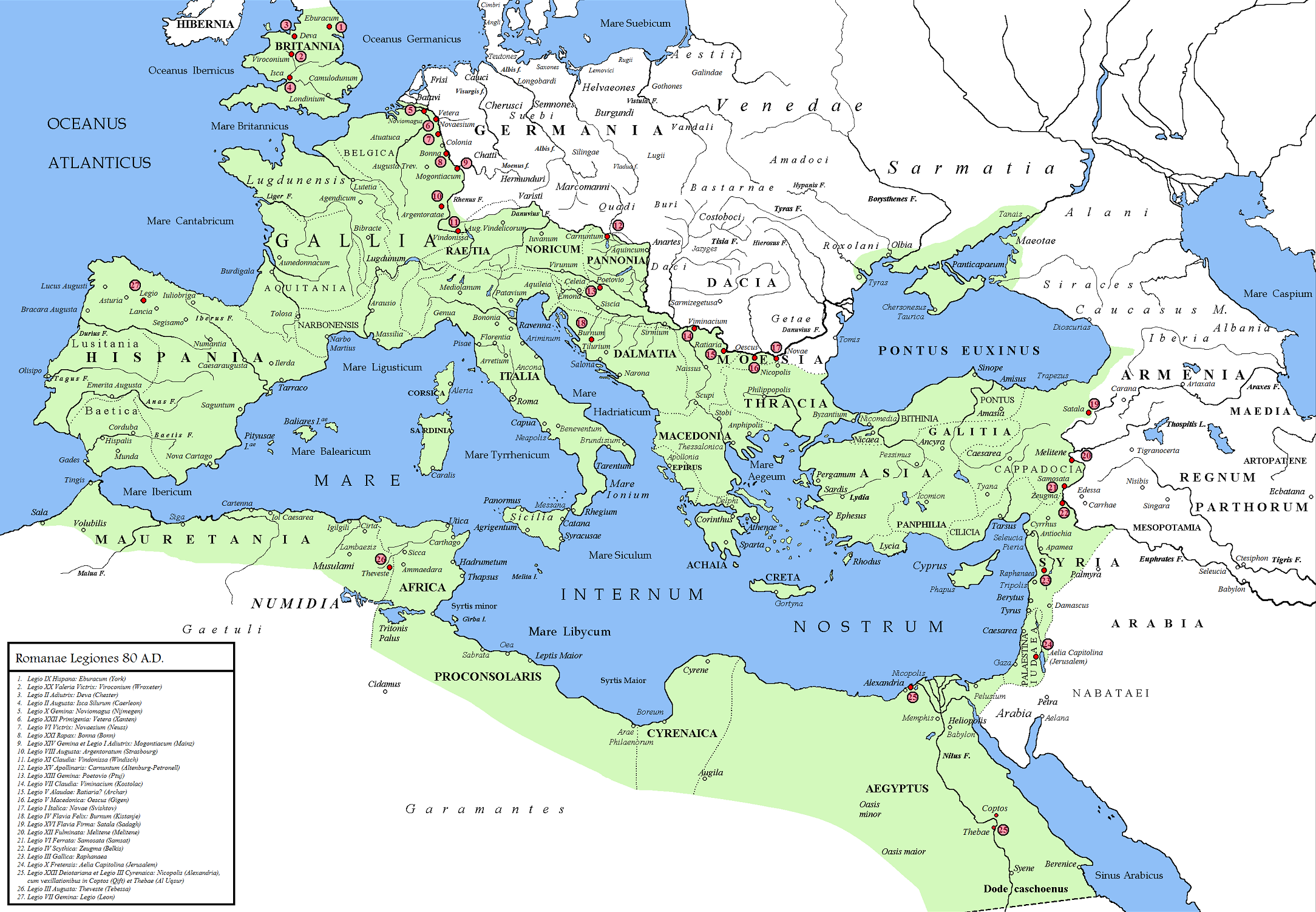
Déploiement des 27 légions en 80

La légion I Minerve fut vraisemblablement créée en 82-83 par l’empereur Domitien  en vue de sa campagne contre les Chattes, peuple germanique établi sur le cours supérieur de la Weser et de l'Eder. Elle fut d’abord stationnée à Bonna (aujourd’hui Bonn) dans la province de Germanie inférieure où elle remplaça la legio XXI Rapax transférée de Bonn à Mogontiacum (Mayence) en 83. Elle était ainsi située à une journée de marche de la Colonia Claudia Ara Agrippinensium (Cologne), capitale de la province et quartier général du commandement des forces armées pour la Germanie inférieure.
La situation militaire étant paisible au cours des Ier siècle et IIe siècle, certains légionnaires servirent dans l’administration civile comme beneficarii, alors que d’autres servirent dans divers postes militaires hors de leur campement , par exemple comme responsables de la garnison de Divitia (Deutz, en face de Cologne sur le Rhin). La légion se vit également confiée de nombreuses missions en dehors de son territoire. En 89, elle fut envoyée en Germanie supérieure où, avec les légions VI Victrix, X Gemina et XXII Primigenia elle participa à la suppression de la révolte du légat (gouverneur) Lucius Antonius Saturninus à Mainz. Ces légions se virent décerner le surnom de Pia Fidelis Domitiana (Fidèle et loyale à Domitien). Toutefois, après l’assassinat et la damnatio memoriae de Domitien les surnoms de Flavia et de Domitiana disparurent du nom de la légion dont le nom devint legio I Minervia Pia Fidelis. Des unités furent employées dans les carrières et briqueteries  dans la région voisine du Rhin(Tegularia transrhenana), chose inhabituelle puisque ce travail était généralement réservé aux esclaves.

## Sous la dynastie desAntonins

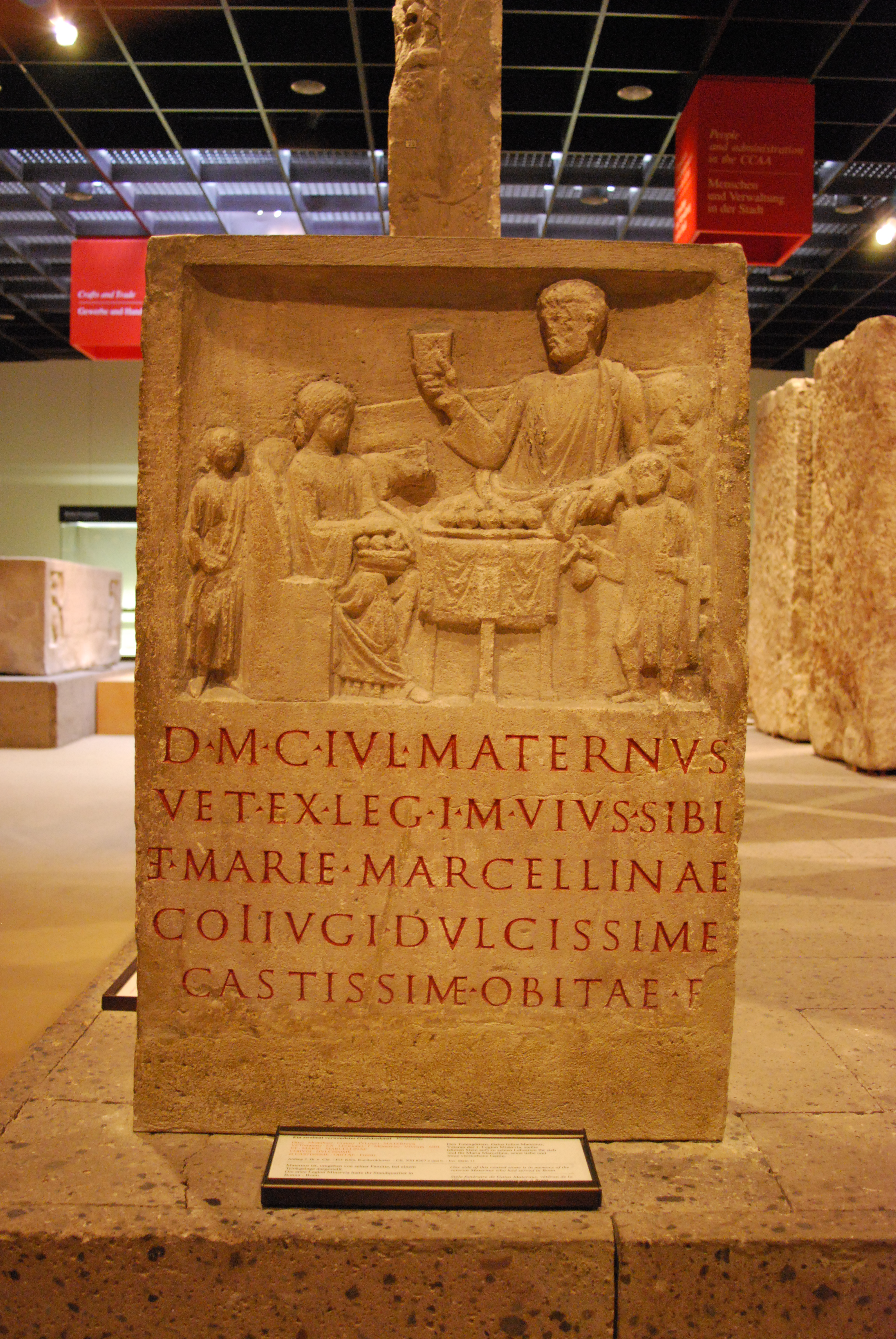
Pierre tombale commémorant l'épouse de Gaius Iulius Maternus, vétéran de la Ire légion (II - CIL 13, 8267

Sous la conduite du futur empereur Hadrien, la légion prit part aux campagnes contre les Daces (101-106) menées par l’empereur Trajan (règne 98-117) en compagnie des légions VI Victrix (cantonnée à Neuss) et X Gemina (Nimègue); elle fut remplacée à Bonn par une unité de la légion XXII Primigenia. Ses exploits furent célébrés sur la colonne Trajan. À la fin des campagnes, la légion retourna à Bonn où on la retrouve en l’an 112. Elle travailla à plusieurs travaux de construction dans la région en compagnie de la légion XXX Ulpia Victrix, légion jumelle  fondée sous Trajan, comme en témoignent diverses inscriptions portant l’abréviation EXGERINF (Exercitus Germaniae inferioris : armée de Germanie inférieure).  Certaines unités bâtirent des fours à calcaire dans la région de l’Eifel (Iversheim) et près de Nimègue. D’autres inscriptions témoignent du passage de la légion au campement de Carvo (aujourd’hui Neder-Betuwe dans la province de Gueldre, Pays-Bas) et Albaniana (aujourd’hui Alphen aan de Rhijn, Pays-Bas), Castra Herculis (aujourd’hui Arnhem, Pays-Bas) et de nombreux autres endroits de Germanie inférieure. Les légionnaires furent utilisés également pour la capture d’animaux destinés aux jeux du cirque. Le centurion Quintus Tarquitius Restitutus put ainsi se vanter d’avoir capturé cinquante ours en une demi-année.
Dans la deuxième moitié du IIe siècle, diverses unités (vexillationes) de la legio I Minervia prirent part à de  nombreux combats hors de leur base : en 162-166 la legio I sous le légat Marcus Claudius Fronto prit part avec la légion XXX jumelle aux guerres parthes de Lucius Verus en Orient ; de 166 à 175, puis de 178 à 180, on la retrouve sur le front des guerres de Marc Aurèle contre les Marcomans et en 178, sous le commandement du légat de Gallia Belgica, Didius Julianus, dans celle contre les Chattes. 
Sous Commode (180-192), il est probable qu’elle prit part aux combats qui se déroulèrent près de Kerken (près de Düsseldorf, Rhénanie-du-Nord-Westphalie).

## Sous la dynastie desSévères

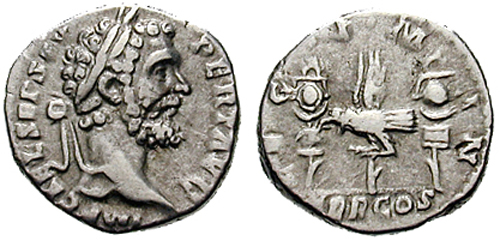
IMP CAE L SEP SEV PERT AVG LEG I MIN, TR P COS / Dinarius de Septime Sévère émis en l'honneur de la legio I Minervia

En 193, une guerre civile éclata à Rome à la suite des meurtres de l’empereur Commode et de son successeur, Pertinax, préfet de Rome.  Septime Sévère, légat de Pannonie, fut alors proclamé empereur par ses troupes, mais dut lutter contre son ancien allié Clodius Albinus, légat de Bretagne. La légion I Minerve prit immédiatement le parti de Septime Sévère, geste courageux en soi puisque les légions de Clodius Albinus étaient beaucoup plus proches. En 196/197 Septime Sévère triompha de son ennemi et récompensa la légion en lui accordant le surnom d’Antoniniana. À partir de 197, une unité (vexillatio) formée de légionnaires pris dans les légions XXX Ulpia Victrix, I Minervia, VIII Augusta et XXII Primigenia fut stationnée à Lugdunum (Lyon) alors capitale des trois provinces de Gaule. En 197/198, Claudius Gallus, à titre de praepositus vexillationum, conduisit une unité formée de légionnaires tirés de quatre légions de Germanie (I Minervia, VII Augusta, XXII Primigenia et XXX Ulpia) lors de la guerre contre les Parthes.
Gaius Septimus Castinus, commandant  de la légion I Minerve et par la suite gouverneur de la Palonnie inférieure  (208-211) et de la Dacie (214/215 – 217), conduisit en 207/208 une unité des quatre légions de Germanie, la légion VIII Augusta, XXII Primigenia, I Minervia et XXX Ulpia Victrix contre des rebelles en Gaule et en Espagne. Après la mort d’Héliogabale (218-222) la légion perdit le surnom d’Antoniniana qu’elle portait depuis 211/212. Mais elle reçut celui de Pia Fidelis Severiana Alexandriana sous l’empereur Sévère Alexandre probablement pour ses succès dans la région rhénane en 231 contre des tribus germaniques qui dévastaient la région près du limes au IIIe siècle.

## Pendant l’anarchie militaire

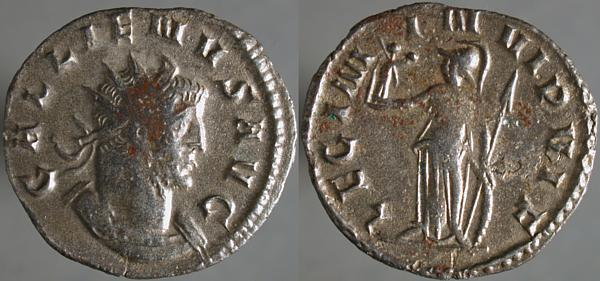
Monnaie de Gallien portant au verso une représentation de la déesse Minerve, emblème de la légion

Sévère Alexandre fut assassiné en 235. Maximin le Thrace était alors préfet des recrues levées pour combattre les Germains. Sans se rendre à Rome pour faire confirmer son élection par le Sénat, il inaugura son règne par une campagne en Germanie durant l'été 235. La légion I Minerve dut jouer un rôle important durant cette période car elle reçut alors le surnom de I Minervia Maximiniana Pia Fidelis Antoniniana; le qualificatif d’Antoniniana fut ainsi ressuscité et lui fut ajouté celui de Maximiniana qui devait disparaitre lorsque Maximin fut à son tour assassiné en 238.
Sous Gordien III (238-244), la légion porta le surnom de légion I Minervia Gordianarum ou Gordiana. Gallien honora la légion sur des monnaies où elle se voit décerner le titre de Pia VI Fidelis (litt. : six fois loyale et fidèle). Lorsque fut proclamé l’« Empire des Gaules » (260-274), la légion semble s’être rangée du côté de l’usurpateur Marcus Cassianus Latinius Postumus (Postume), sur le territoire duquel se trouvait son quartier général.  L’effondrement de cet « empire » ne conduisit pas à la dissolution de la légion;  toutefois, le nombre de légionnaires fut considérablement réduit (environ 1 000 soldats) et une population civile vint habiter le campement en même temps que les militaires.

## De la fin duIIIesiècleauVesiècle

Badge figurant sur les boucliers des légionnaires de la I Minervia au début du V-- Notitia Dignitatum Or. IX.

Une unité de la légion I Minerve prit probablement part entre 285 et 290 aux campagnes de Maximien Hercule, césar sous Domitien, contre les Bagaudes de Gaule; il est également possible qu’elle ait pris part aux combats contre des pirates qui, sous les ordres de Carausius (286-293), chargé par l'empereur Maximien d'aller défendre les côtes de l'Atlantique contre les Saxons et les Francs, s’était rebellé en 286, causant la sécession de la Bretagne et du Nord-Ouest de la Gaule. Cet usurpateur devait honorer cette légion en la faisant figurer sur ses monnaies.
Des inscriptions attestent que la légion servit à titre de limitanei (gardiens des frontières) à Bonna jusqu’en 295. Des représentations sur l’arche de Constantin (306-337) font croire que cet empereur avait intégré des unités de cette légion dans sa suite (comitatus). C’est probablement à partir de ces soldats que furent constituées la Prima Minerbes et la Minervii en Orient,. En 353, le camp de Bonna fut détruit par les Francs; il n’est plus question par la suite de la légion I Minerve de Germanie.  Toutefois, dans sa narration de la bataille d’Argentoratum (aujourd’hui Strasbourg) à l’automne 357, Ammien Marcellin fait mention d’une Primanorum Legio qui pourrait avoir constituée une partie de la legio I Minervia , .
L’empereur Julien (360-363) devait reconstruire le camp de Bonna, mais on ne sait quelles troupes y furent stationnées , .
Une légion portant le même nom servait, au début du Ve siècle, comme legio comitatensis (armée de campagne) dans l’armée d’Orient et, selon la Notitia Dignitatum, était sous les ordres du Magister militum per Illyricum.